# Bahnhof Bellinzona

Der Bahnhof Bellinzona ist ein Bahnhof in der Schweizer Stadt Bellinzona und der grösste Eisenbahnknotenpunkt des Kantons Tessin.

## Geschichte

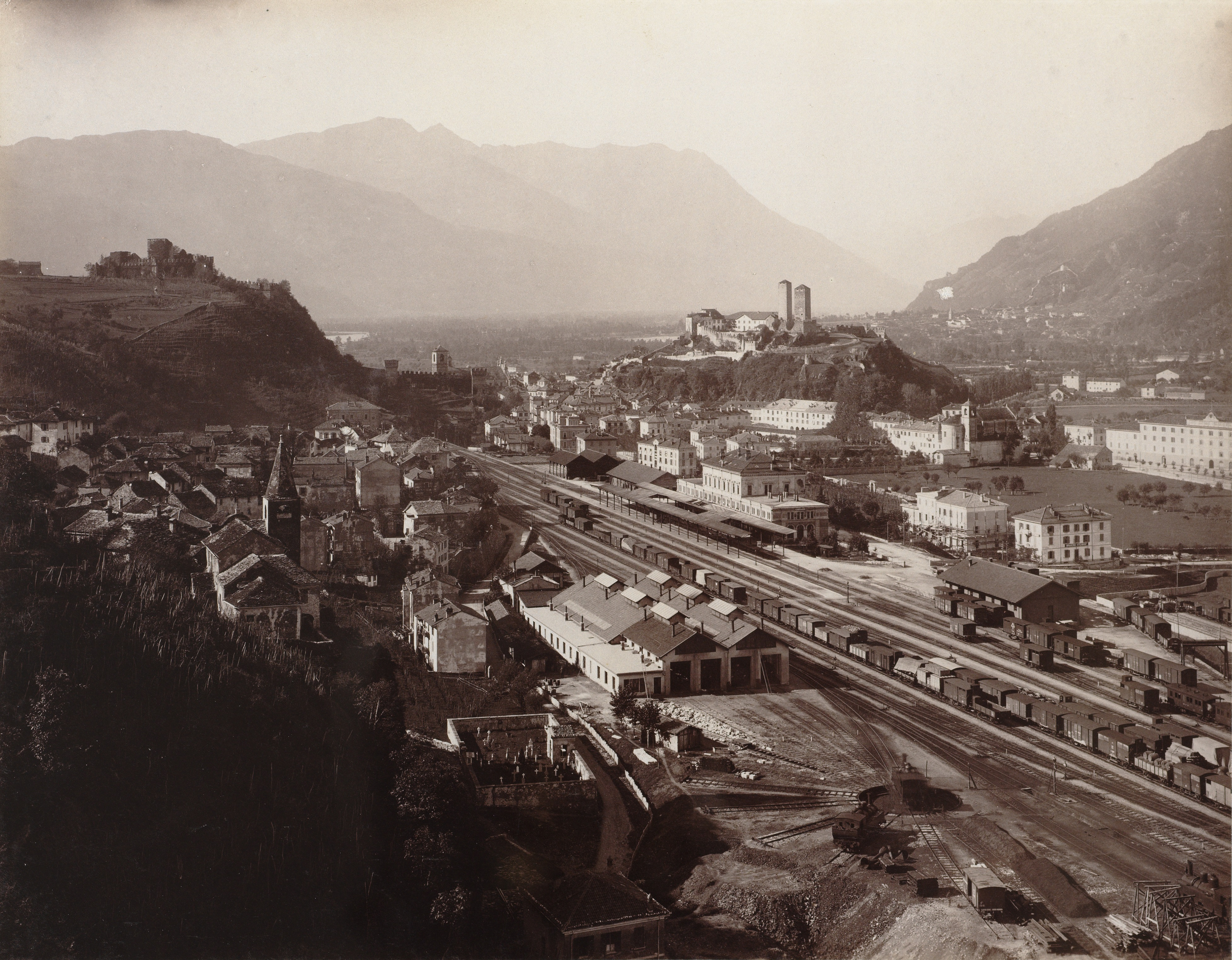
Bahnhof Bellinzona mit Bahnhofgebäude, Lokomotivdepot und Güterschuppen zwischen 1892 und 1921; im Hintergrund die Schlösser Montebello und Castelgrande.

Der Bahnhof wurde 1874 im Zuge der Eröffnung der Tessiner Talbahnen mit den Strecken Biasca – Bellinzona – Lugano – Chiasso und Bellinzona – Locarno eröffnet. 1882 kam mit der Eröffnung des Gotthardtunnels und der damit verbundenen Betriebsaufnahme auf der Strecke Airolo – Biasca der Anschluss nach Norden und in die Deutschschweiz.
Seit der Inbetriebnahme der TILO, des S-Bahn-Netzes des Tessins und der Lombardei, im Jahre 2004 ist Bellinzona deren Betriebsmittelpunkt. Von Bellinzona aus verkehren S-Bahn-Züge nach Biasca, Chiasso, Locarno oder Albate-Camerlata, in Spitzenzeiten nach Luino.
2008 geriet der SBB-Cargo-Standort in die Schlagzeilen, als die Arbeiter in den Streik traten, nachdem die SBB rigorose Abbaumassnahmen für den Standort verordnet hatten.

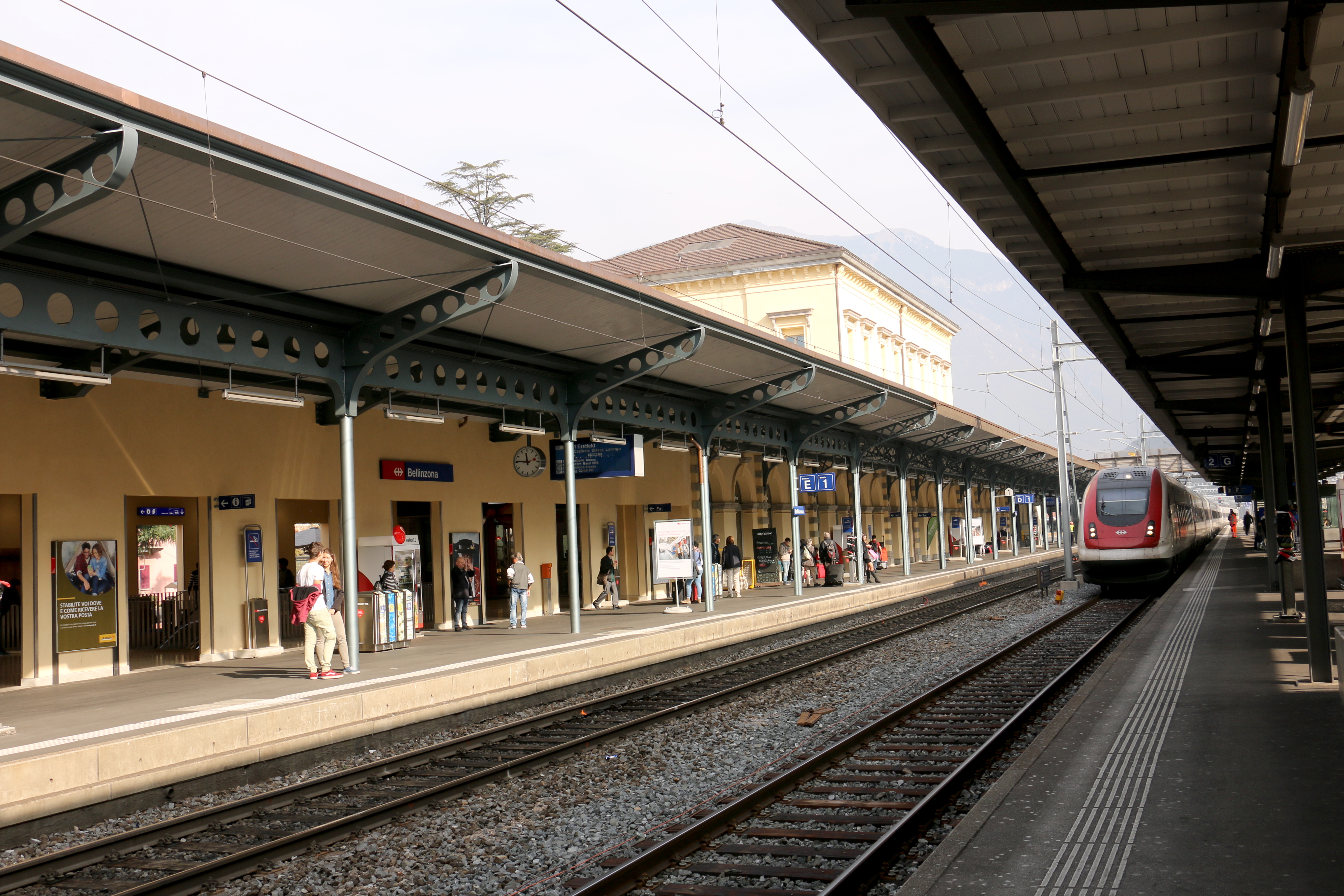
Bahnhof Bellinzona, Zugseinfahrt Geleise 2 (2017)

2014 bis 2016 wurde der Bahnhof Bellinzona für 36 Millionen Schweizer Franken saniert und ergänzt. Am 14. Oktober 2016 wurde der umgebaute Bahnhof, die Porta del Ticino, eingeweiht.
Am 16. September 2016 kündigte die schweizerische Post an, neue Dauermarken mit Schweizer Bahnhöfen herauszugeben. Die Fassade des umgebauten Bahnhofs Bellinzona ist auf der Briefmarke mit dem Wert von Fr. 1.50 abgebildet, die Briefmarke wurde von Marc Weller gestaltet.
Mit der Eröffnung des Gotthard-Basistunnels für den Personenverkehr am 11. Dezember 2016 nahm die Reisezeit zwischen Bellinzona und der Deutschschweiz um zirka 45 Minuten ab.

## Unfälle
Am 23. April 1924 kollidierten in Bellinzona zwei Schnellzüge der SBB. Bei dem Unglück verloren 15 Menschen ihr Leben, darunter der ehemalige deutsche Vizekanzler Karl Helfferich. Weiters gab es Schwerverletzte.

## Anlage
Nebst dem Empfangsgebäude verfügt der Bahnhof über drei Mittelbahnsteige, wobei einer ein verkürztes Stumpfgleis umfasst und somit auf Höhe des Empfangsgebäudes als Seitenbahnsteig dient. Zudem gibt es noch bahnsteiglose Durchfahrts- und Überholgleise für Güterzüge. Nördlich des Personenbahnhofs befinden sich Abstellanlagen sowie Werkstätten für Triebfahrzeuge.

## Betrieb
Der Betrieb wird von den SBB und der TILO abgewickelt, welche den Bahnhof mit Fernverkehr bzw. mit drei Linien der S-Bahn Tessin bedienen. Zudem verkehren diverse Buslinien verschiedener Unternehmen vom Bahnhofsvorplatz in die Umgebung.

### Fernverkehr
- Basel SBB – Luzern – Bellinzona – Milano Centrale   teilweise zusätzlich TT
- Frankfurt – Basel SBB – (→ Bellinzona / ← Brig) – Milano Centrale   TT (ein Zug)
- Zürich HB – Bellinzona – Milano Centrale (– Venezia S. L.)
- Zürich HB – Bellinzona – Milano Lambrate – Bologna Centrale/Genova P.P. (– Sestri Levante)   (je ein Zugpaar)
- 2 Zürich HB – Zug – Lugano  FZ BZ FS RZ , im Sommer zusätzlich
- 21 Basel SBB – Luzern – Lugano  FZ BZ FS RZ , im Sommer zusätzlich
- 26 Basel SBB – Luzern –  Göschenen – Locarno  FS  (Treno Gottardo)
- 46 Zürich HB – Göschenen – Locarno  FS  (Treno Gottardo)
- Genève-Aéroport/Lausanne – Luzern – Locarno (Samstag Genf–Locarno, Sonntag Locarno–Lausanne)
- Arth-Goldau – Göschenen – Lugano    (Gotthard-Panorama-Express, nur im Sommer)

### S-Bahn
- S 10 (Airolo –) Biasca – Bellinzona – Giubiasco – (Ceneri-Basistunnel –) Lugano – Mendrisio – Chiasso – Como San Giovanni
- S 20 Castione-Arbedo – Bellinzona – Giubiasco – Cadenazzo – Locarno
- S 30 (Bellinzona – Giubiasco –) Cadenazzo – Luino – Gallarate
- S 50 Bellinzona – Giubiasco – (Ceneri-Basistunnel –) Lugano – Lugano – Mendrisio – Stabio – Varese – Gallarate – Busto Arsizio – Malpensa
- RE 30 Bellinzona – Giubiasco – Cadenazzo – Luino  (mittwochs für Marktbesucher in Luino)

## Zukunft

### NEAT
Trotz der geplanten Bahnumfahrung Bellinzonas, die wegen fehlender Mittel zurückgestellt wurde, blieb der Bahnhof nach Eröffnung des Gotthard-Basistunnels Fernverkehrshalt. Im Zuge des Baus des Ceneri-Basistunnels war zunächst geplant, die heutigen Fernbahnhöfe Bellinzona und Lugano durch einen neuen, Ticino Sud genannten, an der Kreuzung der NEAT- und der Altstrecke in Camorino gelegenen Fernbahnhof zu ersetzen. Im Mai 2007 distanzierten sich die SBB jedoch von diesen Plänen.

### TILO
Aufgrund von Kapazitätsengpässen im Bahnhof Bellinzona wurden die S20 und der S10-Zuglauf Bellinzona – Albate-Camerlata um eine Station nordwärts nach Castione-Arbedo verlängert, da dort genügend Platz zum Wenden vorhanden ist.